# グラッブ・パーソンズ

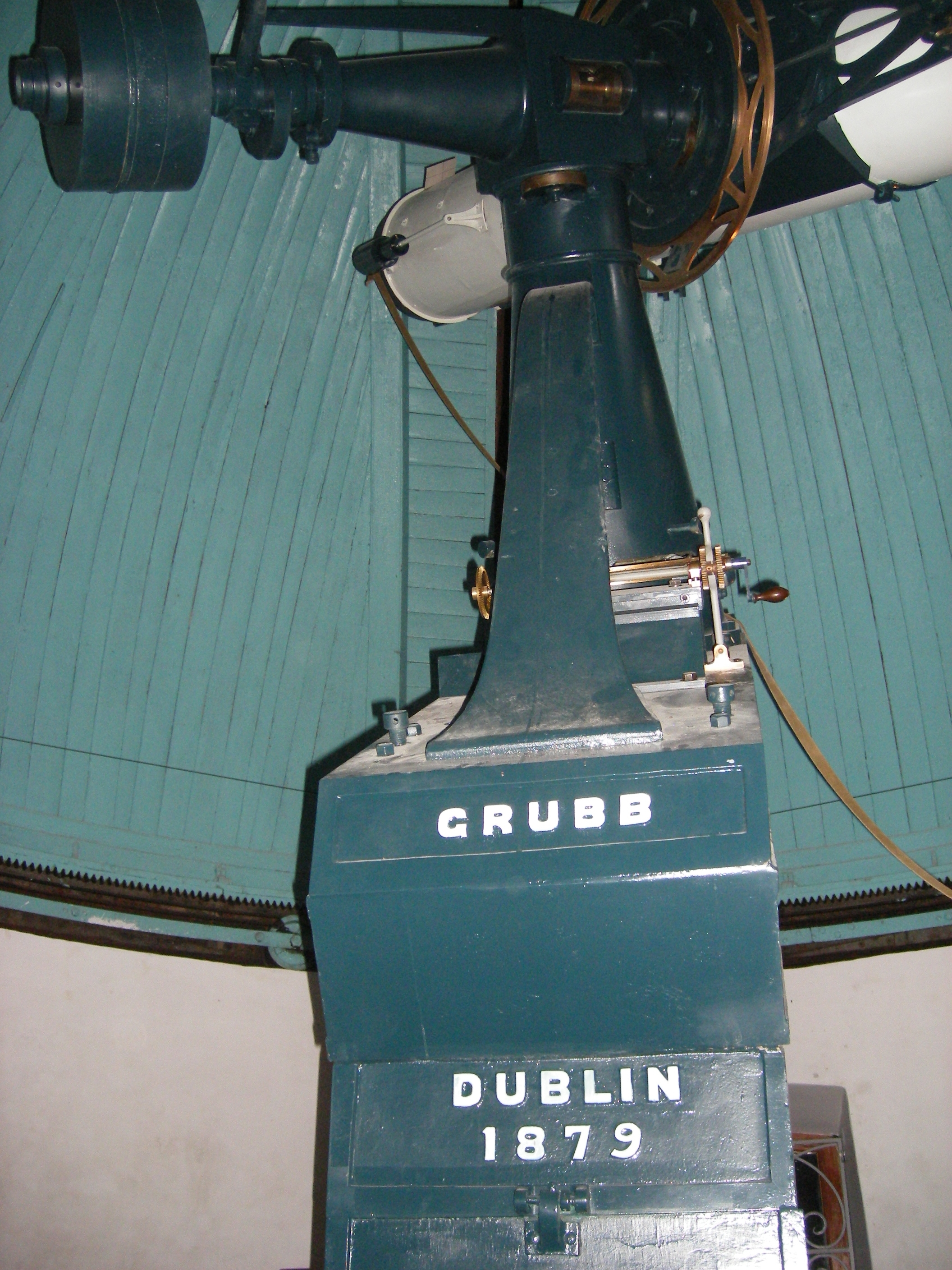
1875年にグラッブ望遠鏡商会が製造したV. P. Engel天文台の12インチ屈折望遠鏡の架台

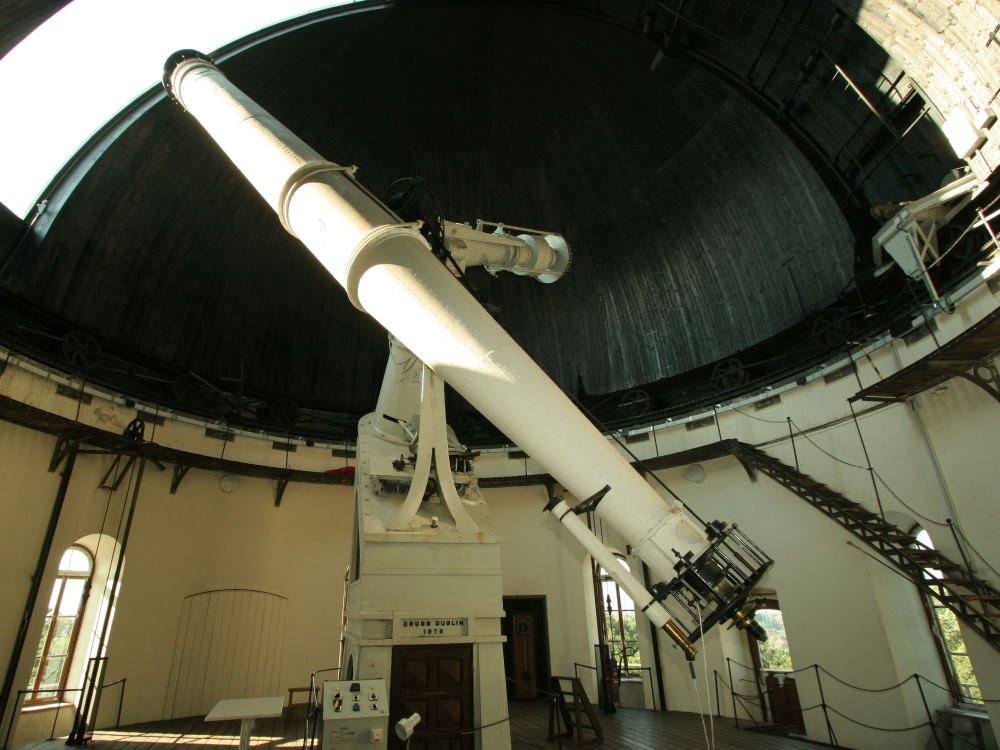
グラッブ望遠鏡商会が製造したウィーン大学の27インチ(68 cm)屈折望遠鏡

グラップ・パーソンズ（英：Sir Howard Grubb, Parsons and Co. Ltd ）は、英国のニューカッスル・アポン・タインを拠点とする天体望遠鏡や双眼鏡を製造・販売する会社。日本語の公式名称は、「サー・ハワード グラッブ・パーソンズ 株式会社」である。Sirが付くのは、会社創立者がイギリス王室より、Sirの称号を賜ったため。

## 概要
初期にはグラッブ商会と称し、その後合併・買収を経て、現在は英文名称が公式。英国の大型望遠鏡メーカーとして、天体望遠鏡や双眼鏡の開発・販売を行っている。光学レンズ及び光学反射鏡、そしてイギリス式赤道儀の大型メーカーとして知られ、現在は天文台活動を停止し博物館となっているグリニッジ天文台用の観測機器なども製作した。
現在は、イギリスを代表する大型光学部品を製作するメーカとして知られ、大型反射鏡や宇宙望遠鏡用の精密反射鏡の製作なども行っている。他には、Dr.ジンデンが研磨を行うジンデン鏡が知られているが、当社でも取り扱っている（アイザック・ニュートン望遠鏡やマウナケア山頂のケンブリッジ天文台ハワイ観測所などの鏡はDr.シンデンによるもの）。

## 歴史
トーマス・グラッブによって、グラッブ望遠鏡商会として1833年にダブリンで設立された。トーマス・グラッブは、1864年に彼の息子のハワード・グラッブとともに、高品質の光学機器を生産した。グラッブは、同様に正確な電気駆動の時計仕掛けの赤道儀式架台の製造でも知られた。19世紀に手がけた望遠鏡には、直径48インチ(1,200 mm)の主鏡がスペキュラム合金製の反射望遠鏡であるメルボルン大望遠鏡（Great Melbourne Telescope ） 、ウィーン天文台（1878年）の直径27インチの屈折望遠鏡、アルマシュ天文台（Armagh Observatory ）の直径10インチの屈折望遠鏡（1882年）、1893年当時イギリスで最大のグリニッジ天文台の28インチ屈折望遠鏡、コーツ天文台（Coats Observatory ）の10インチ屈折望遠鏡（1898年）が含まれる。1887年、グラッブの工場はCarte du Ciel国際写真星表計画のために7台の天体写真儀を製造した。口径13インチの屈折望遠鏡は、全て同一の写真乾板を使用するように設計された。
1925年、チャールズ・アルジャーノン・パーソンズによって買収され社名が変わった。現在も重要な観測機材として使用されるアングロ・オーストラリア望遠鏡や、アイザック・ニュートン望遠鏡（ロケ・デ・ロス・ムチャーチョス天文台）、イギリス赤外線望遠鏡、ウィリアム・ハーシェル望遠鏡のような望遠鏡の設計、製造を1985年まで行った。

## 主な製作品
日本の岡山天体物理観測所以外の大型望遠鏡として、オーストラリア連邦国立アングロ・オーストラリアン天文台のアングロ・オーストラリア望遠鏡や、スペインのアイザック・ニュートン望遠鏡を製造した。

### 製品
- 光学
- 光学機器
  - 赤道儀式架台
  - 鏡

### 日本への納入
- 国立天文台
  - 岡山天体物理観測所